# Genaro Sarmeno
Genaro Sarmeno, né le 28 novembre 1948 au Salvador et mort le 23 décembre 2022, est un joueur de football international salvadorien, qui évoluait au poste de milieu de terrain, avant de devenir ensuite entraîneur.

## Biographie

### Carrière de joueur

#### Carrière en club
Il réalise l'intégralité de sa carrière avec le Club Deportivo FAS.

#### Carrière en sélection
Avec l'équipe du Salvador, il figure dans le groupe des sélectionnés lors de la Coupe du monde de 1970. Lors du mondial organisé au Mexique, il joue un match contre la Belgique.

### Carrière d'entraîneur
Il dirige les joueurs de la Juventud Olímpica puis ceux du Once Lobos.

## Palmarès
FAS
- Championnat du Salvador :
  - Vice-champion : 1967-68, 1968-69 et 1970.